# Keisuke Kurose
Keisuke Kurose (黒瀬圭亮 Kurose Keisuke) ist ein japanischer Rock- und Metal-Musiker und Musikkomponist, der in den inzwischen aufgelösten Bands Asriel und Uroboros aktiv war.

## Werdegang
Kurose gründete im Jahr 2006 gemeinsam mit der Sängerin KOKOMI das Duo Asriel, welches zunächst als Dōjin-Musik-Projekt gestartet wurde. Später veröffentlichte das Projekt mehrere Werke auf 5bp. und bei Pony Canyon. Diverse Veröffentlichungen erreichten Platzierungen in den japanischen Musikcharts. Das Projekt löste sich im Jahr 2015 auf.
Noch im selben Jahr gründete Kurose die Visual-Kei-Gruppe Uroboros. Das Projekt erwies sich lediglich als kurzlebig, da es bereits im Folgejahr beendet wurde. Zwei Mini-Alben und eine Single, welche für den Anime zu Rokka no Yūsha genutzt wurde, zählen zu der Diskografie. Auch diese Werke charteten in Japan.
Im Jahr 2018 gründete Kurose gemeinsam mit der Mangaka und Illustratorin Kachiru Ishizue das Dōjin-Musik-Projekt ELFENSJóN, welches in dem Symphonic Metal zugeordnet werden kann und mit diversen Musikern der Dōjin-Szene zusammenarbeitet.
Keisuke Kurose komponierte das Lied My Way～この道の先へ～ der südkoreanischen K-Pop-/Rock-Girlgroup Dreamcatcher, welches auf der japanischen Version des Albums The Beginning of the End aus dem Jahr 2019 zu finden ist.

## Diskografie

### Asriel
- → Hauptartikel: Asriel (Band)#Diskografie

### Uroboros
- → Hauptartikel: Uroboros (Band)#Diskografie

### ELFENSJóN
- → Hauptartikel: Elfensjón#Diskografie